# 흑기줄전갱이

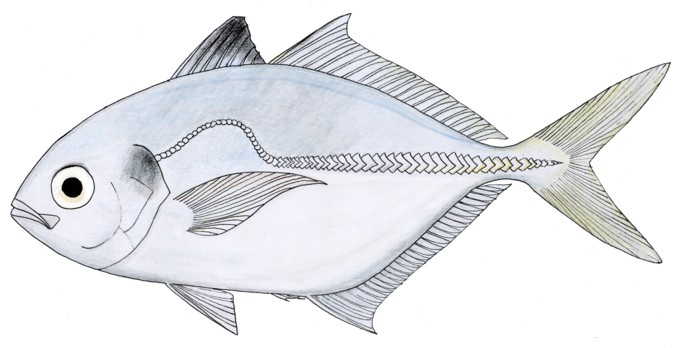

흑기줄전갱이(학명:Alepes melanoptera)는 전갱이목 전갱이과에 속하는 물고기이다. 몸길이는 25cm로서 전갱이과의 어종에선 작은 소형어류에 속한다.

## 특징과 먹이
흑기줄전갱이는 이름에 걸맞게 옆줄을 기점으로 등쪽은 어두운 색을 하고 있는 물고기이다. 배의 아랫쪽은 흰색을 띄고 측선이 되는 옆줄은 갈색을 띄고 있다. 눈이 매우 크고 잘 발달된 기름눈까풀이 존재하며 입이 작은 것이 특징이다. 또한 지느러미는 대부분 갈색을 띄고 있으며 등지느러미는 2개인데 제1등지느러미는 갈색이 아닌 황색을 띈다. 양턱에는 작은 이빨들이 산재하며 흰색을 띄는 배쪽에 검은색의 무늬를 가지고 있고 꼬리지느러미에는 토막지느러미가 있다. 먹이로는 멸치, 청어와 같은 작은물고기, 플랑크톤, 요각류, 갑각류를 섭이하는 육식성어류에 속한다.

## 서식지
흑기줄전갱이의 주요한 서식지는 서부 태평양과 인도양이며 대만 남부와 오스트레일리아 남부에서 가장 많은 개체수가 서식한다. 수심 10~70m의 연안에 서식하는 어종으로 표해수대의 어류에 속한다. 흑기줄전갱이는 식용으로도 사용이 되는데 식용으로 쓰일 경우엔 주로 회나 구이로 많이 먹으며 매운탕으로 해먹기도 한다.

## 같이 보기
- 전갱이목
- 전갱이과